# پروژه عنکبوت

لوگوی منتشر شده توسط وبگاه Gerdab.ir

پروژه‌ای است که توسط مرکز بررسی جرایم سازمان‌یافته سایبری سپاه پاسداران جمهوری اسلامی ایران اجرا می‌شود و در قالب آن فعالان اینترنتی رصد و دستگیر می‌شوند. مطابق اعلام سپاه پاسداران این پروژه با هدف ناامن‌سازی شبکه‌های اجتماعی غربی برای تولیدکنندگان محتوای غیراخلاقی، مبتذل و مستهجن اجرا می‌شود. اگرچه در ایران پلیس فتا رسماً مسئول پیگیری و برخورد با جرایم آنلاین است، سپاه در مواردی راساً با برخی از کاربران اینترنت در ایران برخورد می‌کند.

## عنکبوت ۱
در قالب این پروژه در نیمه دوم سال ۱۳۹۳، ۱۲ فعال اینترنتی دستگیر و ۲۴ تن دیگر با حکم قضایی برای پاسخگویی دعوت شدند. این کاربران شبکه اجتماعی فیس‌بوک به اتهام «ترویج فساد» و «استحاله سبک زندگی ایرانی» بازداشت شدند.

## عنکبوت ۲
در ۲۶ اردیبهشت ۱۳۹۵ مصطفی علیزاده، سخنگوی مرکز بررسی جرائم سازمان یافته سایبری وابسته به سپاه پاسداران مدعی شد در پروژه عنکبوت ۲ در مجموع ۱۷۰ نفر شناسایی شدند که به عنوان اداره کنندگان صفحات مختلف اجتماعی در حوزه مدلینگ، مزون، آتلیه، عکاسی و طراحی فعالیت داشتند. از این تعداد برای ۲۹ نفر پرونده قضایی تشکیل شده که ۸ نفر آنها بازداشت و سایر آنها احضار شده‌اند و «اماکن مرتبط با جرایم» آنها پلمپ شده است.
عباس جعفری دولت‌آبادی، دادستان عمومی و انقلاب تهران در این باره در برنامه «گفتگوی ویژه خبری» از کیم کارداشیان با عنوان یک مدل جدی در حوزه لباس یاد کرد که مدیرعامل اینستاگرام از وی می‌خواهد به بومی‌سازی مدلینگ بپردازد. او گفت این کارها با پشتیبانی مالی جدی صورت می‌گیرد.